# Chlopsis
Chlopsis es un género de peces anguiliformes de la familia Chlopsidae.

## Especies
Se reconocen las siguientes especies:
- Chlopsis apterus
- Chlopsis bicollaris
- Chlopsis bicolor
- Chlopsis bidentatus
- Chlopsis dentatus
- Chlopsis kazuko
- Chlopsis longidens
- Chlopsis olokun
- Chlopsis slusserorum